# Samarinda Temindung Airport
Samarinda Temindung Airport (indonesiska: Bandar Udara Temindung) är en flygplats i Indonesien.   Den ligger i provinsen Kalimantan Timur, i den nordvästra delen av landet, 1 300 km nordost om huvudstaden Jakarta. Samarinda Temindung Airport ligger 4 meter över havet.
Terrängen runt Samarinda Temindung Airport är platt. Runt Samarinda Temindung Airport är det ganska tätbefolkat, med 108 invånare per kvadratkilometer. Närmaste större samhälle är Samarinda, 1,3 km väster om Samarinda Temindung Airport. Omgivningarna runt Samarinda Temindung Airport är en mosaik av jordbruksmark och naturlig växtlighet.